# Джефф Фейгі
Джефф Фейгі (англ. Jeff Fahey; нар. 29 листопада 1952, Оліан (Нью-Йорк), Каттароґус, штат Нью-Йорк, США) — американський актор.

## Життєпис
Джефф Фейгі народився 29 листопада 1952 року в місті Олін штат Нью-Йорк. Його мати, Джейн, була домогосподаркою, а батько, Френк Фейгі, працював в магазині одягу. Він є шостим з тринадцяти братів і сестер. У сімнадцять років пішов з дому і мандрував автостопом. Виріс Джефф у Баффало, куди й повернувся після подорожі по світу після закінчення школи. Пізніше він займався альпінізмом у Європі і працював в ізраїльському кібуці.
В Баффало він почав працювати в «Studio Arena Theatre», а пізніше переїхав до Нью-Йорка, де вступив до балетної школи. Після восьми місяців навчання Фейгі був прийнятий, у віці 25 років, в трупу «Joffery Ballet», в якій танцював три роки. Виступав у театрах по всій території Сполучених Штатів і на Бродвеї. Він отримав свою першу головну роль на телебаченні в програмі Гері Кореллі на мильну оперу «Одне життя, щоб жити».

## Кар'єра
У кіно Джефф Фейгі дебютував 1985 року у вестерні Лоуренса Кездана «Сільверадо» — у цьому фільмі, до слова сказати, було зайнято чимало майбутніх зірок екрану. Потім були успішні роботи на телебаченні і в кіно. Варто відзначити головні ролі в драмі «Білий мисливець, чорне серце» знятим Клінтом Іствудом, і в науково-фантастичному фільмі «Газонокосар». У 1994 році Джефф Фейгі знову працює з Лоуренсом Кезданом — знімається в біографічній стрічці «Вайетт Ерп» в ролі Айка Клентона.
Він з'явився у фільмі Роберта Родрігеса «Планета страху». У 2007 році знімається в фільмі «Послання» з Брюсом Пейном. З 2008 року Джефф Фейі грав Френка Лапідуса в американському драматичному серіалі «Загублені». Френк — пілот вертольота, але пізніше з'ясовується, що працював і пілотом літаків. Він вперше з'являється на початку четвертого сезону і до п'ятого знімається як запрошений актор. У шостому сезоні герой Джеффа стає одним з головних героїв. У 2010 році він грав одну з головних ролей у бойовику Роберта Родрігеса «Мачете».

## Фільмографія
| Рік       |    | Українська назва                   | Оригінальна назва                   | Роль                   |
| --------- | -- | ---------------------------------- | ----------------------------------- | ---------------------- |
| 1982—1985 | с  | Одне життя, щоб жити               | One Life to Live                    | Гері Кореллі           |
| 1985      | ф  | Сільверадо                         | Silverado                           | Тайрі                  |
| 1985      | тф | Страта Реймонда Грема              | The Execution of Raymond Graham     | Реймонд Грем           |
| 1986      | с  | Альфред Хічкок представляє         | Alfred Hitchcock Presents           | Рей Лі                 |
| 1986      | с  | Поліція Маямі                      | Miami Vice                          | Едді Кей               |
| 1986      | ф  | Психо 3                            | Psycho III                          | Двейн Дюк              |
| 1987      | ф  | Заворушення на сорок другій вулиці | Riot on 42nd St.                    | Френк Таклер           |
| 1988      | ф  | Зустрічний вогонь                  | Backfire                            | Донні МакЕндрю         |
| 1988      | ф  | Двоїсті рішення                    | Split Decisions                     | Рей Макгуїн            |
| 1989      | ф  | Кровні узи                         | True Blood                          | Реймонд Трублад        |
| 1989      | ф  | Погонщик                           | Minnamurra                          | Бен Крід               |
| 1990      | ф  | Останній з найкращих               | The Last of the Finest              | Ріккі Родрігес         |
| 1990      | ф  | Імпульс                            | Impulse                             | Стен                   |
| 1990      | ф  | Білий мисливець, чорне серце       | White Hunter Black Heart            | Піт Веррілл            |
| 1990      | ф  | Змія смерті                        | The Serpent of Death                | Джейк Боннер           |
| 1990      | тф | Цікавість вбиває                   | Curiosity Kills                     | Метью Манус            |
| 1990      | тф | Паркер Кейн                        | Parker Kane                         | Паркер Кейн            |
| 1991      | тф | Американський заручник             | L'Amérique en otage                 | Гамільтон Джордан      |
| 1991      | ф  | Залізний лабіринт                  | Iron Maze                           | Баррі Міковскі         |
| 1991      | ф  | Частини тіла                       | Body Parts                          | Білл Крашанк           |
| 1992      | ф  | Газонокосар                        | The Lawnmower Man                   | Джоб Сміт              |
| 1992      | тф | Малювальник                        | Sketch Artist                       | Джек Вітфілд           |
| 1993      | тф | В компанії темряви                 | In the Company of Darkness          | Вілл Маккейд           |
| 1993      | тф | Осліплий                           | Blindsided                          | Френк Маккенна         |
| 1993      | ф  | Вбивство на замовлення             | The Hit List                        | Чарлі Пайк             |
| 1993      | ф  | Спритна                            | Quick                               | Мансі                  |
| 1994      | ф  | Жриця пристрасті                   | Woman of Desire                     | Джек Лінч              |
| 1994      | ф  | Вільне падіння                     | Freefall                            | Декс Деллюм            |
| 1994      | ф  | Вайетт Ерп                         | Wyatt Earp                          | Айк Клентон            |
| 1994      | ф  | Спокуса                            | Temptation                          | Едді Ланарскі          |
| 1994—1995 | с  | Легенди півночі                    | Aventures dans le Grand Nord        | Пол Вейман / Пол       |
| 1995      | с  | Маршал                             | The Marshal                         | Вінстон Макбрайд       |
| 1995      | тф | Малювальник 2: Руки, які бачать    | Sketch Artist II: Hands That See    | Джек                   |
| 1995      | тф | Віртуальне спокушання              | Virtual Seduction                   | Ліам Басс              |
| 1995      | ф  | Лігво змія                         | Serpent's Lair                      | Том Беннетт            |
| 1996      | ф  | Мало часу                          | Small Time                          | Голландець             |
| 1996      | в  | Ліквідатор                         | The Sweeper                         | Дейл Годдард           |
| 1996      | в  | Людина темряви 3                   | Darkman III: Die Darkman Die        | Пітер Рукер            |
| 1996      | тф | Мрія кожної жінки                  | Every Woman's Dream                 | Мітч Паркер            |
| 1997      | тф | Під загрозою                       | On the Line                         | детектив Ден Коллінз   |
| 1997      | тф | Джонні 2.0                         | Johnny 2.0                          | Джонні Далтон          |
| 1997      | тф | Операція загону «Дельта»           | Operation Delta Force               | капітан Ланг           |
| 1997      | ф  | Акція смерті                       | Lethal Tender                       | детектив Девід Чейз    |
| 1997      | ф  | Могила 38                          | Catherine's Grove                   | Джек Дойл              |
| 1997      | ф  | Підземелля                         | The Underground                     | Брайан Доннеган        |
| 1997      | ф  | Час під вогнем                     | Time Under Fire                     | Алан / Джон Дікинс     |
| 1997      | с  | Примхи науки                       | Perversions of Science              | бородатий чоловік      |
| 1998      | ф  | Таємне життя                       | Extramarital                        | Гріффін                |
| 1998      | в  | Обхід                              | Detour                              | Денні Девлін           |
| 1999      | тф | Стриптиз за ґратами                | Time Served                         | Патрік Берлінгтон      |
| 1999      | с  | Сьомий сувій фараона               | The Seventh Scroll                  | Нік Гарпер             |
| 1999      | ф  | Завтра не прийде ніколи            | No Tomorrow                         | Девіс                  |
| 1999      | ф  | Володар темряви                    | Revelation                          | Торольд Стоун          |
| 1999      | ф  | Хайджек                            | Hijack                              | Едді Ліман             |
| 1999      | ф  | Занепале правосуддя                | When Justice Fails                  | Том Чейні              |
| 1999      | ф  | Прекрасна фея                      | Dazzle                              | Колекціонер            |
| 2000      | ф  | Епіцентр                           | Epicenter                           | агент ФБР Мур          |
| 2000      | ф  | Скульптор                          | The Sculptress                      | Метью Добі             |
| 2000      | ф  | Новоприбулі                        | The Newcomers                       | Мак Везертон           |
| 2001      | с  | Вовче озеро                        | Wolf Lake                           | Рассел Келлі           |
| 2001      | с  | Детектив Неш Бріджес               | Nash Bridges                        | Нельсон Коллінз        |
| 2001      | с  | Арлісс                             | Arli$$                              |                        |
| 2001      | ф  | Холодне серце                      | Cold Heart                          | Філ                    |
| 2001      | ф  | Сліпа спека                        | Blind Heat                          | Пол Берк               |
| 2001      | ф  | Маніакти                           | Maniacts                            | Джо Спінеллі           |
| 2001      | ф  | Поза законом                       | Outlaw                              | Джим Моран             |
| 2001      | ф  | Обираю життя                       | Choosing Matthias                   | Чарлі                  |
| 2002      | ф  | Контракт                           | The Contract                        | детектив Туччі         |
| 2002      | ф  | Вогонь пекла                       | Inferno                             | Роберт «Джейк» Вілер   |
| 2002      | ф  | Беззвучний крик                    | Unspeakable                         | губернатор             |
| 2002      | ф  | Занепалі ангели                    | Fallen Angels                       | професор Річард Лейтон |
| 2003      | ф  | Скеля примар                       | Ghost Rock                          | Мозес Логан            |
| 2004      | с  | Розслідування Джордан              | Crossing Jordan                     | Bounty Hunter          |
| 2004      | с  | Американські мрії                  | American Dreams                     | Стівенс                |
| 2004      | в  | Трупи                              | Corpses                             | капітан Вінстон        |
| 2004      | в  | Інстинкт хижака                    | Blue Demon                          | генерал Ремора         |
| 2004      | ф  | Без свідків                        | No Witness                          | сенатор Джін Хаскелл   |
| 2004      | ф  | Прихований виклик                  | Close Call                          | Елліот Краснер         |
| 2004      | ф  | Мисливці темряви                   | Darkhunters                         | містер Барлоу          |
| 2004      | ф  | День спокути                       | Day of Redemption                   | Френк Еверлі           |
| 2005      | ф  | Воїн або вбивця                    | Killing Cupid                       | Тренер                 |
| 2005      | тф | Ікона                              | Icon                                | Гарві Блекледж         |
| 2005      | тф | Зоряний загін: Війна на Марсі      | Crimson Force                       | літня людина           |
| 2005      | тф | Сарана                             | Locusts: The 8th Plague             | Расс Сноу              |
| 2005      | тф | Мантикора                          | Manticore                           | Крамер                 |
| 2006      | тф | Формула раю                        | The Eden Formula                    | доктор Гаррісон Паркер |
| 2006      | тф | Абсолютний нуль                    | Absolute Zero                       | доктор Девід Котцман   |
| 2006      | в  | Місія порятунку 2: Місце удару     | The Hunt for Eagle One: Crash Point | полковник Халлоран     |
| 2006      | ф  | Відважні                           | Only the Brave                      | лейтенант Вільям Террі |
| 2006      | ф  | Операція «Скорпіон»                | Scorpius Gigantus                   | майор Нік Рейнольдс    |
| 2007      | ф  | Грайндхаус                         | Grindhouse                          | Джей Ті                |
| 2007      | ф  | Послання                           | Messages                            | доктор Річард Мюррей   |
| 2007      | ф  | Планета страху                     | Planet Terror                       | Джей Ті Хейг           |
| 2008      | ф  | Сваха Мері                         | Matchmaker Mary                     | Кемерон Бенкс          |
| 2008      | с  | Ясновидець                         | Psych                               | Dutch the Clutch       |
| 2008      | с  | Чистильник                         | The Cleaner                         | Квінн                  |
| 2008      | с  | Криміналісти: мислити як злочинець | Criminal Minds                      | Кейн                   |
| 2008—2010 | с  | Загублені                          | Lost                                | Френк Лапідус          |
| 2009      | с  | Мертва справа                      | Cold Case                           | Даррен Маллой 09       |
| 2009      | с  | Місце злочину: Маямі               | CSI: Miami                          | Аллен Пірс             |
| 2010      | ф  | Мачете                             | Machete                             | Бут                    |
| 2010      | ф  | Жахлива пастка                     | Terror Trap                         | Клівленд               |
| 2011      | ф  | Відступ шлюбу                      | Marriage Retreat                    | Крейг Салліван         |
| 2011      | ф  | Блектіно                           | Blacktino                           | Кутер                  |
| 2011      | с  | Закон та порядок: Лос-Анджелес     | Law & Order: Los Angeles            | Террі Бріггс           |
| 2011      | с  | Чак                                | Chuck                               | Карл Снейдер           |
| 2011      | с  | Трудоголіки                        | Workaholics                         | Дуг                    |
| 2012      | в  | Ельдорадо                          | Eldorado                            | Док Мартін             |
| 2012      | тф | Інопланетна буря                   | Alien Tornado                       | Джадд Вокер            |
| 2012      | тф | На озері                           | Lake Effects                        | Рей                    |
| 2012      | ф  | Безтурботний їздець: Знову в сідлі | Easy Rider: The Ride Back           | Вес                    |
| 2012      | ф  | Гетфілди і Маккої: Погана кров     | Hatfields and McCoys: Bad Blood     | Диявол Анс Гетфілд     |
| 2012      | ф  | Суші гьол                          | Sushi Girl                          | Морріс                 |
| 2012      | ф  | Зброя, дівчата й азарт             | Guns, Girls and Gambling            | Ковбой                 |
| 2012      | ф  | Священне місце                     | The Sacred                          | Джордж                 |
| 2012      | с  | Спільна справа                     | Common Law                          | Ден Нун                |
| 2012      | с  | Фатальні красуні                   | Femme Fatales                       | Детектив               |
| 2012      | с  | Революція                          | Revolution                          | Кен Гатчінсон          |
| 2013      | с  | Гаваї 5.0                          | Hawaii Five-0                       | доктор Брайан Стівенс  |
| 2013      | с  | Під куполом                        | Under the Dome                      | шериф Говарда Перкінс  |
| 2013      | ф  | 100 градусів нижче нуля            | 100 Degrees Below Zero              | Стів Фостер            |
| 2013      | ф  | Під землею                         | Beneath                             | Джордж Марш            |
| 2014      | ф  | Останній промінь світла            | The Last Light                      | Гарольд                |
| 2014      | ф  | У скрутному становищі              | Stranded                            | Трік                   |
| 2015      | ф  |                                    | Skin Traffik                        | Джейкоб Андріс         |
| 2015      | с  | Грімм                              | Grimm                               | Старійшина Боуден      |
| 2015      | ф  | Занадто пізно                      | Too Late                            | Роджер                 |
| 2016      | с  | Скорпіон                           | Scorpion                            | Кеннет Додд            |
| 2016      | с  | Легенди завтрашнього дня           | Legends of Tomorrow                 | Квентін Тернбулл       |
| 2016      | ф  |                                    | Urge                                | Геральд                |
| 2016      | ф  |                                    | The Hollow                          | Дарріл Еверетт         |
| 2018      | ф  |                                    | American Dresser                    | Калхун                 |
| 2019      | ф  | Аліта: Бойовий ангел               | Alita: Battle Angel                 | МакТіг                 |
| 2019      | ф  |                                    | Intrigo: Samaria                    | Якоб                   |
| 2020      | ф  |                                    | Wheels of Fortune                   | Фіней Девіс            |
| 2023      | ф  | Гіпнотик                           | Hypnotic                            | Карл                   |
| 2024      | ф  | Горизонт: Американська сага        | Horizon: An American Saga           | Тракер                 |